# 1977年太平洋颶風季
1977年太平洋颶風季（英語：1977 Pacific hurricane season）與2010年一樣，是自1971年有可靠記錄以來，最不活躍的太平洋颶風季。全年一共形成了8場熱帶風暴，當中有4場其後增強成颶風，但沒有任何一場增強成大型颶風（即在萨菲尔-辛普森飓风风力等级中達到三級或以上），為一種要待2003年才再次出現的情況。大多數的熱帶風暴於開闊的太平洋上空殘留；然而，颶風多琳及希瑟的系統殘留導致暴雨，破壞或摧毀了美國西南部的建築物，亦淹沒了當地的道路。值得注意的是，起初於墨西哥湾形成的飓风安妮塔罕有地穿越墨西哥進入東太平洋，並以熱帶低氣壓的形式短暫存在。該股颶風造成8人死亡，而有關損失達到3960萬美元（1977年美元）。

## 季節總結
1977年太平洋颶風季是一個不活躍的颶風季，當中首個風暴於5月26日形成，而最後一個系統於10月23日退散。全年只有8場風暴獲得命名，當中4場增強成颶風，但沒有任何氣旋達到大型颶風標準（在定義上，指於萨菲尔-辛普森飓风风力等级中達到三級或以上）。全年熱帶氣旋和大型颶風的數量一直處於歷史低點，直至有關記錄分別於2010年及2003年被追平為止。

此外，是次颶風季的气旋能量指数為記錄以來最低。1977年，東太平洋出現的低活動為全球常見的現象，全年一共出現的熱帶氣旋次數一度為有記錄以來最少（69場），直至2010年才被打破（比1977年少1場）。5－8月期間，各月均只出現一場獲得命名的風暴，當中7、8月各出現一場颶風。9月一共出現3場獲得命名的風暴，相對於過去4個月更為活躍，而其中一場成為2級颶風。是年颶風季於10月結束，其時一股獲得命名的風暴增強成為颶風。縱使熱帶風暴的數量創歷史新低，整個東太平洋於1977年出現無數持續短暫的熱帶低氣壓；然而，這些熱帶低氣壓與其他大部份氣旋一樣，對陸地造成少許或沒有影響。

## 風暴

### 熱帶風暴艾娃
一片擾動天氣區最先於5月24日清晨，在墨西哥阿卡普爾科西南偏西一片更大的雷雨複合體形成。它朝西北方向移動並緩慢發展，於5月26日凌晨12時變成一股熱帶低氣壓，並於約12小時後增強為熱帶風暴艾娃（Ava）。該系統在向西（及後向北）方向移動時仍然停留在溫暖的水域上，使艾娃於5月28日清晨的強度高達65英里每小時（105每小時）。隨後的一系列偵察飛機任務記錄了一個與這風暴有關但不完整的風眼，但這組織不久後在风切变增加和海洋氣溫下降的情況下開始消散。艾娃於5月29日下午6時左右弱化為熱帶低氣壓，並於24小時內消散。

### 熱帶風暴伯尼斯
6月25日清晨，一股熱帶擾動最先於墨西哥阿卡普爾科西南部被發現。12小時後，該股擾動向西北偏西移動，並迅速形成熱帶低氣壓。6月26日中午12時左右，它增強成為熱帶風暴伯尼斯（Bernice），其後卻因來自北方的低空雲層夾帶而遏制了其進一步增強，反而於6月28日清晨轉變成溫帶氣旋。

### 颶風克勞迪婭
7月1日清晨，一股熱帶擾動於墨西哥阿卡普爾科南部形成，並結集著一股範圍更廣的對流活動。在向西移動的過程中，該股擾動於7月3日凌晨12時左右合併成一股熱帶低氣壓，並於6小時後增強成熱帶風暴克勞迪婭（Claudia）。隨著風眼於衛星圖像上的出現，克勞迪婭發展迅速，並於7月4日清晨達到1級颶風的最高強度，風速達90英里每小時（140每小時）。於較冷水域的移動導致該系統於7月5日凌晨12時左右減弱至低於颶風程度，與衛星上看到、逐漸模糊的風眼相吻合。該氣旋於7月7日凌晨12時左右弱化為熱帶低氣壓，並最終於6小時後消散。

### 颶風多琳
一股熱帶擾動最先於8月11日形成。它其後漸漸往西面移動，並於8月13日凌晨12時左右發展成熱帶低氣壓，不到一天之後便增強為熱帶風暴多琳（Doreen）。8月14日下午6時左右，一架偵察飛機收集的數據使這系統增強為1級颶風，其時風速達75英里每小時（121每小時）；這確認了該股風暴的最大強度。其後，多琳轉往西北偏西方向移動，以「微颶風」的形式在鄰近聖卡洛斯的南下加利福尼亞州海岸線短暫在岸漸漸移動。它及後持續向西北方向移動，於8月16日上午6時左右弱化為熱帶風暴，並於6小時後於南下加利福尼亞州尤金尼亞角第二次登陸。更冷的海水使系統於8月17日清晨退化成熱帶低氣壓，並於翌日凌晨12時左右消散，其時該系統正位處於加利福尼亞州南部。

隨著多琳向墨西哥西南海岸線移動，該系統為當地帶來強降雨，在洛斯卡沃斯附近的累計雨量達到14.80英寸（376）。在更遠的西北部，南加利福尼亞州墨西加利的受災情況尤為嚴重，當地的棚屋被暴雨摧毀，超過2000人流離失所。儘管多琳的殘餘氣旋以熱帶氣旋形式消散，它仍繼續往美國西南部移動，在加利福尼亞州聖哈辛托山錄得7.45英寸（189）的最高降雨量。在整個西南荒野地區，大約325所房屋和企業被毀，而加利福尼亞和亞利桑那兩州亦有數條道路被洪水淹沒或沖毀。在加利福尼亞州聖地阿哥和鄰近的因皮里尔县，這場風暴在莊稼方面的損失達2500萬美元。莫哈維瓦利境內的街道、旱谷、堤和岩脈均遭到嚴重破壞，尤其於亞利桑那州布爾海德市，超過50名居民被撤離，逾12間房屋和企業嚴重損毀。在加利福尼亞州棕櫚泉，夾雜著高達60英里每小時（97每小時）陣風的強雷暴令當地樹木砍倒，電力供應亦出現間歇中斷。與此同時，在更東邊的內華達州拉斯維加斯，不到2英寸（51）的降雨淹沒了市內主要十字路口，導致屋頂倒塌。在整個地區中，據指有8人於風暴中喪生。

### 第十一號熱帶低氣壓
8月29日，一股熱帶低氣壓於墨西哥湾上空形成，並向西緩慢移動。該股低氣壓其後迅速增強，於18小時候獲命名為安妮塔（Anita），並於形成後的30小時內達到颶風程度。該股風暴於9月2日吹襲墨西哥北部前，風力更已達到5級程度。雖然墨西哥的多山地形幾乎使安妮塔消散，但其環流卻在這次穿越中得以存留，並於9月3日作為熱帶低氣壓於太平洋上空出現。該系統包含一片闊300英里（480）的對流區域，並於下加利福尼亞州上方的高壓脊向西移動。該股低氣壓穿過瑪麗亞群島，並於不久移動至較冷的水域，促使其減弱。在缺乏上升熱氣流的支持下，該股低氣壓在9月3日，於南下加利福尼亞州退化成殘留低氣壓。

### 熱帶風暴艾美莉
艾美莉（Emily）源於9月12日的一股擾動。它向西北方向移動，並於9月13日凌晨12時左右發展成熱帶低氣壓。根據附近船隻的地面觀測結果，該股低氣壓於12小時後強化成熱帶風暴。儘管有持續的深層對流活動，在較冷水域上的跋涉卻窒礙艾美莉的進一步增強，反而於9月14日中午12時轉變成溫帶氣旋。

### 颶風佛羅倫斯
是年颶風季最強的風暴源於開闊的太平洋上空的一股熱帶擾動。該股風暴於9月29日中午12時左右發展成熱帶低氣壓，並於12小時候增強成熱帶風暴佛羅倫斯（Florence）。該股新形成的系統朝西北方向移動，直至於9月22日凌晨12時左右達到颶風程度為止，此時佛羅倫斯向東北偏北方向急轉。透過衛星圖片的清晰觀察，該股風暴於9月22日下午6時左右達到最高風速105英里每小時（169每小時），為2級颶風。佛羅倫斯在越來越冷的海洋溫度上加速，導致該股風暴於9月23日清晨減弱成熱帶風暴，在9月24日清晨降級成熱帶低氣壓，並於同日中午12時轉變為溫帶氣旋。

### 熱帶風暴格倫達
熱帶風暴格倫達（Glenda）於9月24日凌晨12時左右，於阿卡普爾科西南部一片先前確立的擾動天氣區形成。該股風暴並沒有進一步增強，倒是於9月25日凌晨12時左右減弱為熱帶低氣壓。一股北至西北的前進運動將氣旋帶到逐漸變冷的水域，並於9月27日上午6時轉變為溫帶氣旋，當時氣旋正位於南下加利福尼亞州尤金尼亞角附近。

### 颶風希瑟
颶風季最後一個獲命名的風暴源於10月3日的一股熱帶擾動。它朝西北偏西移動，於10月4日凌晨12時左右形成一股熱帶低氣壓，並於6小時後進一步增強成熱帶風暴希瑟（Heather）。一股龐大的風暴使希瑟於10月5日清晨達到颶風程度，並於同日中午12時錄得最高風速達85英里每小時（137每小時）。然而，該風暴轉往西北偏北，使其越過越來越冷的水域，導致趨向減弱。希瑟於10月6日晚減弱為熱帶風暴，並於同日中午12時因其中低層環流發生錯位而進一步弱化為熱帶低氣壓，標誌著其作為熱帶風暴的時期之結束。

殘餘氣旋繼續進入亞利桑那州，當地降雨量最高達8.30英寸（211），另有未指明的報道稱山區地區降雨量最高更達14英寸（360）。結果，鄰近圖森的聖克魯斯河出現自1892年以來的最高流量，而聖佩德羅河亦出現自1913年以來第六高的波峰。最少16,000英畝（6,500公頃）的農地被泛濫，另有約90間房屋受損，主要是在亞利桑那州諾加利斯附近，而阿馬多、綠谷及薩瓦里塔亦有房產受到損毀。此外，大約175戶居民被迫撤離諾加利斯；在連場降雨過後，城內水井被泥漿淹沒而無法使用，居民亦被要求節約用水。2座橋被摧毀，另有12－15座橋、電話線及其他公用設施受到損害。相關損失相等於1460萬美元。

### 其他風暴
雖然該次颶風季錄得當時有記錄以來最少的熱帶風暴，但仍有為數不少的熱帶低氣壓未有增強成獲得命名的風暴。首兩個熱帶低氣壓分別於5月25－30日及5月30日－6月1日存在，均於洪都拉斯－尼加拉瓜邊界以西出現。第六號及第七號熱帶低氣壓分別於7月8－9日及7月9－10日接續發生。第八號熱帶低氣壓僅於7月25日出現，而第九號熱帶低氣壓於8月1－2日出現。9月3－4日又出現了另一股氣旋，而第十七個（亦為最後一個）未命名風暴於10月22日形成，並於翌日退散。

## 風暴名稱
下表顯示了1977年用來給東北太平洋風暴命名的名稱，與1973年採用的名單相同。這亦是最後一年使用這份名單，皆因於1978年開始，既有全以女性名稱為熱帶氣旋命名的做法被男、女性名稱混用的做法所取代。
| - Ava - Bernice - Claudia - Doreen - Emily - Florence - Glenda | - Heather - Irah（未用） - Jennifer（未用） - Katherine（未用） - Lillian（未用） - Mona（未用） - Natalie（未用） | - Odessa（未用） - Prudence（未用） - Roslyn（未用） - Silvia（未用） - Tillie（未用） - Victoria（未用） - Wallie（未用） |

## 外部連結
- 中太平洋颶風中心存檔